# Släpstick
Släpstick, voorheen de Wereldband, ook wel Wëreldbänd, is een oorspronkelijk Nederlandse band en later theatergroep die sinds 1997 optreedt. In dat jaar werd de band Wëreldbänd opgericht door Willem van Baarsen, Rogier Bosman, Sanne van Delft en Ro Krauss, allen conservatoriumstudenten. De groep bestaat anno 2020 uit Van Baarsen, Bosman, Van Delft, Jon Bittman en Jaap Rovers.
Ieder groepslid speelt meerdere instrumenten (samen beheersen ze er meer dan vijftig), waardoor het mogelijk is een breed scala aan muziekstijlen met veel variatie te brengen.
De muzikanten Oene van Geel en Wim Lammen verlieten de groep na het eerste theaterseizoen, omdat zij hun deelname eraan niet langer met hun overige werkzaamheden konden combineren. Opvolgers werden gevonden in Rombout Stoffers en Carlo Banning, die gedurende de reprisetournees van Lekker Warm de groep kwamen versterken. Voor de tweede theatershow KEET werden opnieuw twee muzikanten aangetrokken die het best pasten bij de muzikale kenmerken van die show: Tim Satink en Stanislav Mitrovic. Jon Bittman werd vanaf begin 2012 het vaste vijfde lid van de groep.
Alle leden van de groep zijn conservatoriumgeschoold en brengen hun eigen specialisme mee: van zigeunermuziek tot klassiek en van jazz tot pop.
In 2002 kwamen de leden in contact met Karel de Rooij (Mini van Mini & Maxi), die hen hielp met de theatrale ontwikkeling van de band. In 2005 maakte de band de sprong naar het theater met de show Lekker Warm, een cabaretesk muziekspektakel waarmee zij drie seizoenen in de Nederlandse theaters stonden. In hun volgende voorstellingen werkten zij samen met regisseurs als Martin van Waardenberg, Caspar Nieuwenhuis, Harry Piekema, Titus Tiel Groenestege, Stanley Burleson en Rogier in 't Hout.
De groep heeft met veel artiesten samengewerkt, waaronder Ellen ten Damme, Brigitte Kaandorp, Karin Bloemen, Hermine Deurloo, Loes Luca, Lucretia van der Vloot e.a.
In 2018 werd de Johan Kaartprijs toegekend aan de groep.

## Cd's
- De Wereldband
- Lekker Warm
- Mr. Kopmann
- Playground
- Naar de haaien?
- Släpstick

## Dvd's
- Lekker Warm, regisseur Karel de Rooij
- Keet, regisseur Martin van Waardenberg, EAN: 8713606911169
- Kopmannen
- Playground
- Släpstick
- The Roaring Twenties